# Kali macrodon
Kali macrodon és una espècie de peix de la família dels quiasmodòntids i de l'ordre dels perciformes.

## Descripció
El cos, allargat i negre, fa 26 cm de llargària màxima. 11-13 espines i 22-25 radis tous a les dues aletes dorsals i 1 espina i 22-25 radis tous a l'anal. Aletes pectorals amb 10-11 radis tous i pelvianes amb 1 espina i 5 radis tous. Absència d'aleta adiposa. Línia lateral no interrompuda. 35-40 vèrtebres. Mandíbula superior amb 6-9 dents a la filera interior i 20-34 a l'exterior. Mandíbula inferior amb 7-10 dents a la filera interior i 18-31 a l'exterior.

## Alimentació
El seu nivell tròfic és de 3,44.

## Hàbitat i distribució geogràfica
És un peix marí i batipelàgic (normalment, a partir dels 1.500 m de fondària i fins als 2.500 m), el qual viu a les aigües tropicals i subtropicals dels oceans Atlàntic, Índic i Pacífic: des del golf de Mèxic fins a les costes de l'Equador, incloent-hi Cap Verd, Sud-àfrica (KwaZulu-Natal), el corrent de Benguela i, possiblement també, Namíbia.

## Estat de conservació
Atès que és una espècie d'aigües fondes i amb una distribució geogràfica molt àmplia, és poc probable que estigui sota amenaça.

## Observacions
És inofensiu per als humans i el seu índex de vulnerabilitat és moderat (37 de 100).